# Ilyoplax pacifica
Ilyoplax pacifica is een krabbensoort uit de familie van de Dotillidae. De wetenschappelijke naam van de soort is voor het eerst geldig gepubliceerd in 2006 door Kitaura & Wada.